# Campylospermum dependens
Campylospermum dependens är en tvåhjärtbladig växtart som först beskrevs av A. Dc., och fick sitt nu gällande namn av Joseph Marie Henry Alfred Perrier de la Bâthie. Campylospermum dependens ingår i släktet Campylospermum och familjen Ochnaceae.

## Underarter
Arten delas in i följande underarter:
- C. d. amplexicaule
- C. d. ankaranae
- C. d. auriculatum
- C. d. hoffmanni
- C. d. integrifolium
- C. d. maromandiae
- C. d. paniculatum